# Champions Youth Cup
Giải Champions Youth Cup là giải đấu bóng đá đầu tiên, được tổ chức bởi nhóm G-14 là một Club World Championship cho lứa U-19 của một số câu lạc bộ lớn nhất thế giới.
Mỗi trận đấu chỉ kéo dài 70 phút, và trong trường hợp hai đội hòa nhau thì chuyển sang giai đoạn knock-out, không có thêm thời gian.
Giải Champions Youth Cup đầu tiên diễn ra tại Malaysia từ ngày 5 Tháng 8 - ngày 19 tháng 8 năm 2007. Nó bao gồm mười sáu đội: 11 đội châu Âu, hai đội đến từ Nam Mỹ, một đội chủ nhà được mời từ châu Âu, một đội chủ nhà được mời từ châu Á và U-19 đội tuyển quốc gia Malaysia. Manchester United đánh bại Juventus với tỷ số 1-0 trong trận chung kết tổ chức tại Malaysia.